# آئودی تیپ ئی
آئودی تیپ ئی (انگلیسی: Audi Type E)
یک خودروی سواری سایز متوسط بود که توسط آئودی در سال ۱۹۱۳ معرفی شد. این خودرو مجهز به جعبه دنده ۴ سرعته دستی و موتور ۵۶۰۰ سی‌سی ۴ سیلندر بود. این خودرو تا سال ۱۹۲۴ تولید شد.